# Commission spéciale sur le renseignement du Sénat des États-Unis
La Commission spéciale sur le renseignement du Sénat des États-Unis  est une commission spéciale du Sénat des États-Unis  destinée à la surveillance de la communauté du renseignement américaine, que ce soit des agences nationales reconnues, telles la NSA et la CIA, ou des bureaux du gouvernement fédéral des États-Unis qui informe les responsables du pouvoir exécutif et du pouvoir législatif.
Depuis le 3 janvier 2025, elle est présidée par le sénateur républicain Tom Cotton.

## Historique
Ce comité fut établi en 1976 lors de la 94e session du Congrès des États-Unis. Il est une conséquence directe des travaux d'enquête du Senate Select Committee to Study Governmental Operations with Respect to Intelligence Activities ou Commission Church qui enquêta sur les activités illégales des agences de la communauté du renseignement des États-Unis de 1975 à 1976 à la suite du scandale du Watergate.
Face aux révélations des activités illégales de ces dernières sur la période allant de 1947 à 1975 rendues publiques par des audiences télévisées dont des écoutes illégales, le fichage d'opposants, d'alliance avec le crime organisé et l'élimination de leaders politiques à l'étranger, la Commission avait recommandé un encadrement législatif et un contrôle plus strict des opérations menées par les agences fédérales .

## Membres
Les membres y sont temporairement et sont choisis en rotation parmi le Congrès des États-Unis. Le comité comprend quinze membres : huit sièges sont réservés à un membre du parti majoritaire et à un membre du parti minoritaire participant à l'un de ces comités : Senate Appropriations Committee, Senate Armed Services Committee, Senate Foreign Relations Committee et Senate Judiciary Committee. Sur les sept restants, quatre sièges sont occupés par un membre du parti majoritaire et trois par un membre du parti minoritaire. De plus, le Majority Leader et le Minority Leader ne peuvent voter ex officio.

### Membres durant le119econgrès(2025-)
Le comité est dirigé par le sénateur républicain de l'Arkansas Tom Cotton.
| Majorité | Opposition |
| --- | --- |
| - Tom Cotton, Chairman (président), Arkansas - Jim Risch, Idaho - Susan Collins, Maine - John Cornyn, Texas - Jerry Moran, Kansas - James Lankford, Oklahoma - Mike Rounds, Dakota du Sud - Todd Young, Indiana - Marco Rubio, Floride | - Mark Warner, Vice Chairman, Virginie - Ron Wyden, Oregon - Martin Heinrich, Nouveau Mexique - Angus King, Maine - Michael Bennet, Colorado - Kirsten Gillibrand, New York - Jon Ossoff, Géorgie - Mark Kelly, Arizona |
| Ex officio | |
| - Roger Wicker, Mississippi - John Thune, Dakota du Sud | - Jack Reed, Rhode Island - Chuck Schumer, New York |

### Membres durant le118econgrès(2023-2025)
Le comité est dirigé par le sénateur démocrate de Virginie Mark Warner.
| Majorité | Opposition |
| --- | --- |
| - Mark Warner, Chairman (président), Virginie - Dianne Feinstein, Californie - Ron Wyden, Oregon - Martin Heinrich, Nouveau-Mexique - Angus King, Maine - Michael Bennet, Colorado - Bob Casey, Jr., Pennsylvanie - Kirsten Gillibrand, New York - Jon Ossoff, Géorgie - Mark Kelly, Arizona | - Marco Rubio, Vice Chairman, Floride - Jim Risch, Idaho - Susan Collins, Maine - Tom Cotton, Arkansas - John Cornyn, Texas - Jerry Moran, Kansas - James Lankford, Oklahoma - Mike Rounds, Dakota du Sud |
| Ex officio | |
| - Jack Reed, Rhode Island - Chuck Schumer, New York | - Roger Wicker, Mississippi - Mitch McConnell, Kentucky |

### Membres durant le117econgrès(2021-2023)
Le comité est dirigé par le sénateur démocrate de Virginie Mark Warner.
| Majorité | Opposition |
| --- | --- |
| - Mark Warner, Chairman (président), Virginie - Dianne Feinstein, Californie - Ron Wyden, Oregon - Martin Heinrich, Nouveau-Mexique - Angus King, Maine - Michael Bennet, Colorado - Bob Casey, Jr., Pennsylvanie - Kirsten Gillibrand, New York | - Marco Rubio, Vice Chairman, Floride - Richard Burr, Caroline du Nord - Jim Risch, Idaho - Susan Collins, Maine - Roy Blunt, Missouri - Tom Cotton, Arkansas - John Cornyn, Texas - Ben Sasse, Nebraska |
| Ex officio | |
| - Jack Reed, Rhode Island - Chuck Schumer, New York | - Jim Inhofe, Oklahoma - Mitch McConnell, Kentucky |

### Membres durant le116econgrès(2019-2021)
Le comité est dirigé par le sénateur républicain de Floride Marco Rubio.
| Majorité | Opposition |
| --- | --- |
| - Marco Rubio, Chairman (président par intérim), Floride (depuis le 18 mai 2020) - Richard Burr, Chairman (président), Caroline du Nord (jusqu'au 15 mai 2020) - Jim Risch, Idaho - Susan Collins, Maine - Roy Blunt, Missouri - Tom Cotton, Arkansas - John Cornyn, Texas - Ben Sasse, Nebraska | - Mark Warner, Vice Chairman, Virginie - Dianne Feinstein, Californie - Ron Wyden, Oregon - Martin Heinrich, Nouveau-Mexique - Angus King, Maine - Kamala Harris, Californie - Michael Bennet, Colorado |
| Ex officio | |
| - Jim Inhofe, Oklahoma - Mitch McConnell, Kentucky | - Jack Reed, Rhode Island - Chuck Schumer, New York |

### Membres durant le115econgrès(2017-2019)
Le comité est dirigé par le sénateur républicain du Caroline du Nord Richard Burr.
| Majorité | Opposition |
| --- | --- |
| - Richard Burr, Chairman (président), Caroline du Nord - Jim Risch, Idaho - Marco Rubio, Floride - Susan Collins, Maine - Roy Blunt, Missouri - James Lankford, Oklahoma - Tom Cotton, Arkansas - John Cornyn, Texas | - Mark Warner, Vice Chairman, Virginie - Dianne Feinstein, Californie - Ron Wyden, Oregon - Martin Heinrich, Nouveau Mexique - Angus King, Maine - Joe Manchin, Virginie-Occidentale - Kamala Harris, Californie |
| Ex officio | |
| - Jim Inhofe, Oklahoma - Mitch McConnell, Kentucky | - Jack Reed, Rhode Island - Chuck Schumer, New York |

## Liste des présidents de la commission
| Noms                  | Parti             | État                 | Mandat      |
| Daniel Inouye         | Parti démocrate   | Hawaï                | 1976–1979   |
| Birch Bayh            | Parti démocrate   | Indiana              | 1979–1981   |
| Barry Goldwater       | Parti républicain | Arizona              | 1981–1985   |
| David Durenberger     | Parti républicain | Minnesota            | 1985–1987   |
| David Boren           | Parti démocrate   | Oklahoma             | 1987–1993   |
| Dennis DeConcini      | Parti démocrate   | Arizona              | 1993–1995   |
| Arlen Specter         | Parti républicain | Pennsylvanie         | 1995-1997   |
| Richard Shelby        | Parti républicain | Alabama              | 1997-2001   |
| Bob Graham            | Parti démocrate   | Floride              | 2001        |
| Richard Shelby        | Parti républicain | Alabama              | 2001        |
| Bob Graham            | Parti démocrate   | Floride              | 2001–2003   |
| Pat Roberts           | Parti républicain | Kansas               | 2003-2007   |
| Jay Rockefeller       | Parti démocrate   | Virginie-Occidentale | 2007-2009   |
| Dianne Feinstein      | Parti démocrate   | Californie           | 2009-2015   |
| Richard Burr          | Parti républicain | Caroline du Nord     | 2015-2020   |
| Marco Rubio (intérim) | Parti républicain | Floride              | 2020-2021   |
| Mark Warner           | Parti démocrate   | Virginie             | 2021-2025   |
| Tom Cotton            | Parti républicain | Arkansas             | depuis 2025 |